# Hemilea araliae
Hemilea araliae es una especie de insecto del género Hemilea de la familia Tephritidae del orden Diptera.

## Historia
Malloch la describió científicamente por primera vez en el año 1939.